# Strümpfelbachtal
Das Naturschutzgebiet Strümpfelbachtal liegt auf dem Gebiet der Gemeinden Althütte, Kaisersbach und Rudersberg im Rems-Murr-Kreis in Baden-Württemberg.
Das Gebiet erstreckt sich südöstlich des Kernortes Althütte entlang des Strümpfelbaches, eines rechten Zuflusses der Wieslauf. Westlich verläuft die Landesstraße L 1119 und nördlich die L 1120.

## Bedeutung
Im Gebiet der Gemeinden Althütte, Kaisersbach und Rudersberg ist seit dem 1. April 1981 ein 42,6 ha großes Gebiet unter der Kenn-Nummer 1.089 als Naturschutzgebiet ausgewiesen. Darin gibt es Schluchten mit natürlichen geologischen Aufschlüssen und Felsbildungen, die naturnahe Lebensräume der in den Keuperklingen und ihren Gewässern heimischen Pflanzen- und Tiergesellschaften sind.